# Louis-Michel van Loo

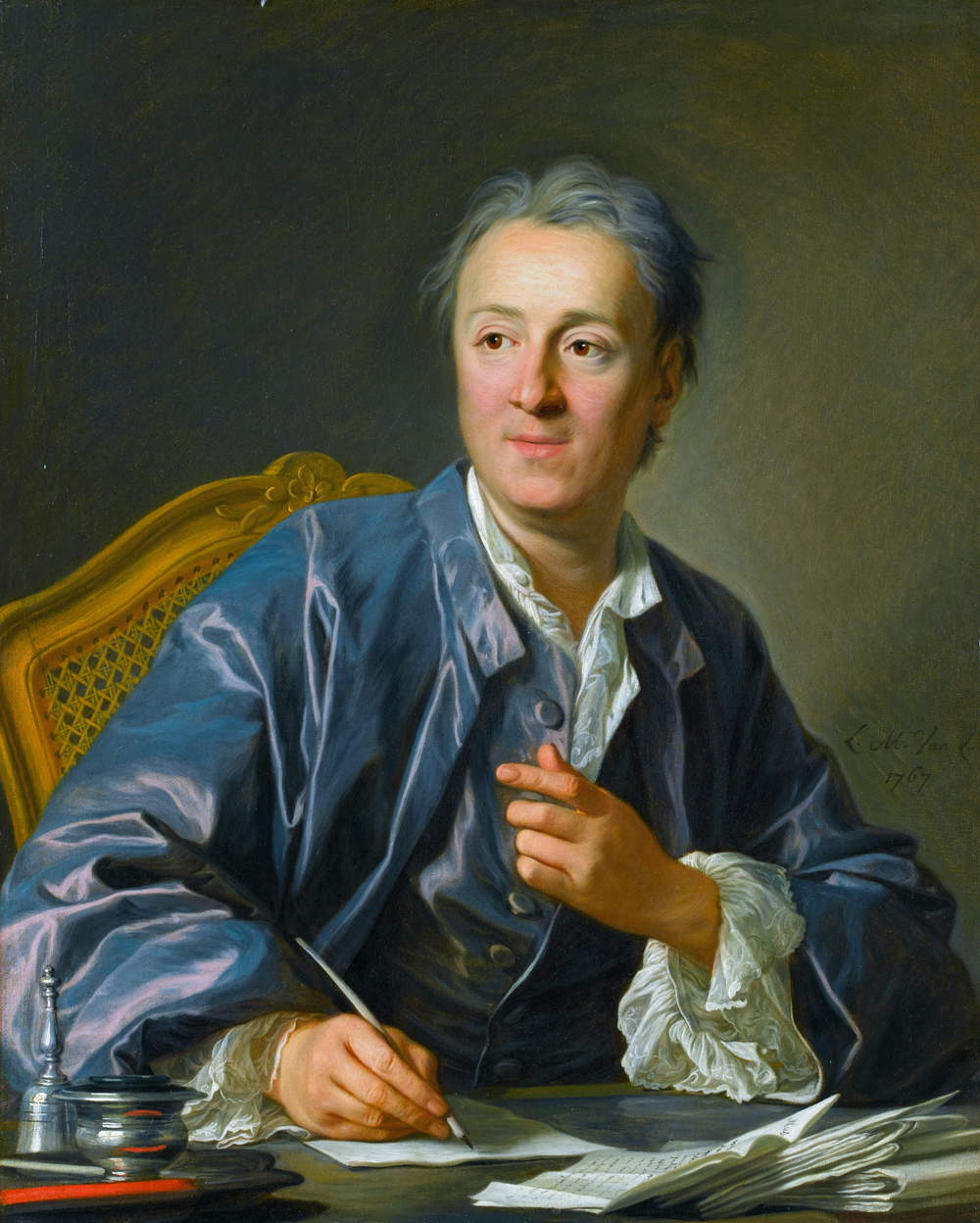
Porträtt av Denis Diderot, 1767

Louis-Michel van Loo, född 2 mars 1707, död 20 mars 1771, var en fransk konstnär.